# En fangerfamilie i Thuledistriktet
En fangerfamilie i Thuledistriktet er en film instrueret af Jørgen Roos.

## Handling
Anna har fået en datter på sygehuset i K'anak. Hun flyver med helikopter hjem til Ajaco, der er fanger på et udsted. I 35 graders frost drager han med hundeslæde ud på havisen, hvor han skyder en sæl, flår den på stedet og drager hjem til friskkogt sælkød. Sælskindet ombyttes med varer i stedets butik. Om vinteren skaffer man sig vand ved at optø bræis.